# Neopetalia punctata
Neopetalia punctata ist die einzige Art der Libellen-Familie Neopetaliidae. Sie ist endemisch im Süden Chiles und kleineren Gebieten im Südwesten Argentiniens.

## Merkmale

### Bau der Imago
Ausgewachsene, geschlechtsreife (Imago) Neopetalia punctata erreichen zwischen 57 und 58 Millimeter Körperlänge und gelten damit als mittelgroß. Die Stirn erscheint von der Oberseite betrachtet viereckig und ist gelblich. Die Komplexaugen sind länger als breit und treffen sich auf der Kopfoberseite nur in einem Punkt. Der braune Brustkorb (Thorax) ist mit gelblichen Punkten und Strichen gezeichnet und mit weißem, seidigem Haar bewachsen. An den Tibia besitzen die Männchen Kiele.
Der rötlich braune Hinterleib (Abdomen) ist mit paarigen gelben Punkten auf der Oberseite gezeichnet. Auf den Segmenten fünf mit acht bei den Männchen, beziehungsweise zwei mit acht bei den Weibchen finden sich auf der Unterseite jeweils zur hinteren Spitze hin kleine schwarze Haarbüschel. Bei den Weibchen ist das Sternum des zehnten Segmentes zu einer großen runden Scheibe verwachsen, die halbdurchsichtig ist und die hinteren Hinterleibsanhänge von unten gesehen komplett verdeckt. Die Cerci sind bei den Weibchen zylindrisch und gerade, bei den Männchen flach und biegen sich zur Mitte hin. Die unpaare dorsale Platte des elften Hinterleibssegmentes, der sogenannte Epiproct, ist dreilappig.
Der vordere der beiden Hamuli, Verzahnungstrukturen am Genital der Männchen für die Paarung, ist U-förmig, der hintere hingegen besitzt eine zweilappige Spitze. Bei den Weibchen bestehen die Genitalien aus der kurzen Vulvar lamina auf dem achten Segment und zwei paarigen Gonapophysen auf dem neunten Segment. Dabei ist das vordere Paar blattartig geformt und das hintere, etwas weiter innen liegende zylindrisch.

#### Flügel
Die Flügel sind durchsichtig oder leicht bräunlich getüncht und weisen fünf rote Flecke auf. Diese Flecke befinden sich an der Flügelvorderkante. Der erste am Flügelansatz, der zweite auf halber Strecke zwischen Ansatz und Nodus, der dritte am Nodus, sowie je einer am Beginn und am Ende des leuchtend gelben Flügelmals (Pterostigma).
Die Sektoren des Arculus sind getrennt und das Flügeldreieck besteht aus zwei Zellen. Das darüberliegende Supradreieck ist frei von Venen. Zur Flügelkante hin weitet sich das Diskodialfeld. Im Hinterflügel ist die Analschleife klein und gerundet. Das Analdreieck besteht bei den Männchen im Hinterflügel aus drei Zellen.

### Bau der Larve

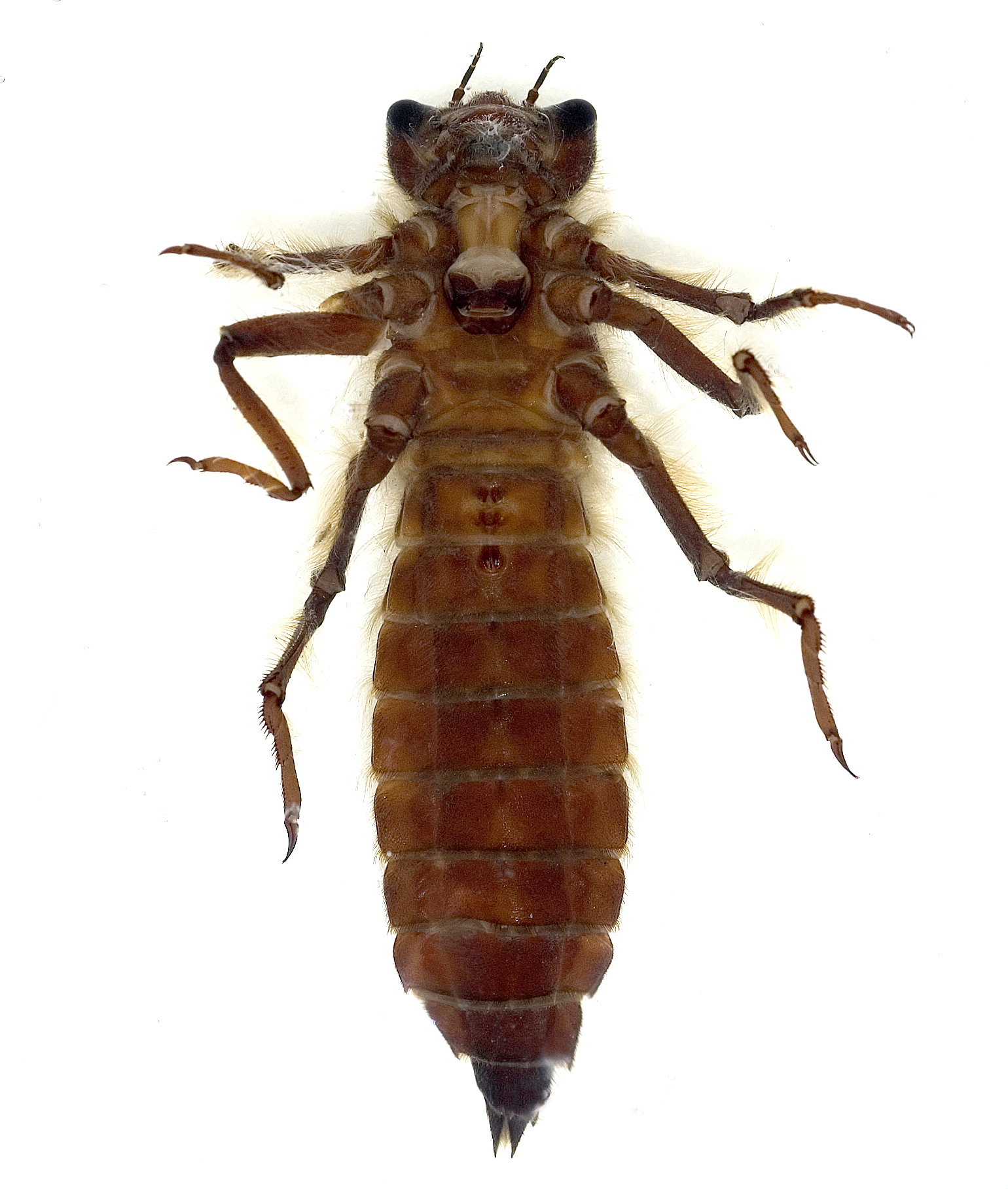
Unterseite der Larve

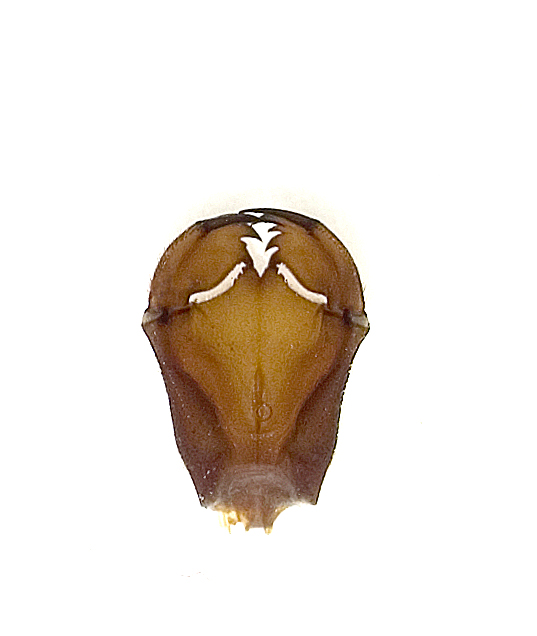
Labialmaske der Larve

Ausgewachsene Larven  der Neopetalia punctata erreichen Längen zwischen 35,0 und 38,0 Millimeter, wobei das Abdomen davon 23,0 bis 24,5 Millimeter ausmacht.
Die Antennen bestehen aus sechs Segmenten, wobei das dritte Segment circa 2,2-mal länger ist als das Zweite. Das Prämentum ist circa dreimal länger als es an der Basis breit ist. Seine Unterseite, sowie die Seiten der Oberseite sind mit Borsten besetzt. Dazu kommen noch ein bis drei Borsten auf jeder Seite, welche auf dem Lippentaster fehlen. Dafür finden sich dort seitliche Borsten, die zur vorderen Spitze hin länger werden. Der widerstandsfähige Haken am Ende des Lippentasters ist länger als dessen seitlicher Rand. Von den acht bis neun Zähnen finden sich drei auf dem oberen Taster, sowie fünf bis sechs auf dessen mittleren Seitenrand. Hier haben die Taster eine zweilappige Form. Auf dem unteren Teil der Taster sind die zahnartigen Strukturen deutlich schwächer ausgeprägt und bestehen aus circa 30 kleinen Einkerbungen.
Auf halber Länge beträgt die Breite der Epauletten nur etwa 60 % der Länge. Ein aus Borsten bestehendes Haarbüschel trennt sie von der Vorderkante des  verhärteten Teils des Tergums, das so genannte Pronotum. Die sieben bis siebeneinhalb Millimeter messenden Flügelscheiden erstrecken sich bis auf das vierte Segment des Abdomens. Auf der Innenseite laufen ihre Kanten parallel, auf der Außenseite hingegen sind sie leicht konvex. Die Beine sind mit Härchen besetzt.
Das acht bis achteinhalb Millimeter breite Abdomen ist auf den hinteren Kanten der ersten neun Segmente sowohl auf der Oberseite als auch auf der Seite mit kleinen Haarbüscheln besetzt. Am längsten sind die Haare dabei auf den Segmenten zwei mit fünf, wohingegen sie auf dem achten und neunten Segment verkümmert sind. Auf der Bauchseite ist das Abdomen mit kleinen Borsten besetzt. Zudem findet sich auf der Oberseite aller Segmente mittig ein hellerer Fleck. Dieser ist auf den ersten acht Segmenten ungefähr ein Drittel bis halb so lang und breit, wie das jeweilige Segment lang ist. Ab dem neunten Segment dehnen sich diese Maße auf die Volle Segmentlänge aus. Auf dem achten und neunten Segment finden sich an den Seiten kleine nach hinten gerichtete Spitzen. Die paarigen Seitenplatten (Ventrolateralplatten) des elften Hinterleibssegmentes (Paraprokt) messen 2,2 Millimeter.

## Lebensweise

### Lebensraum
Während die Imagines am Morgen und gegen Abend entlang von Forststraßen in ein bis drei Meter Höhe fliegen, bevorzugen sie tagsüber die Umgebung von Sickerquellen und Flughöhen zwischen fünf und 15 Metern. Am aktivsten sind sie kurz nachdem Wolken an der Sonne vorbeigezogen sind. Bei länger anhaltenden Sonnenschein setzen sie sich hingegen sehr hoch in die Vegetation. Im Flug erreichen sie ungefähr die Geschwindigkeit eines Läufers.
Die Larven leben in Kleingewässern und kleineren Bächen, mit schlammigem Boden. Sie graben sich so weit ein, dass nur noch die Augen herausschauen.

### Ernährung
Bevorzugt ernähren sich die Larven von Eintagsfliegen, die sie aus dem Hinterhalt erbeuten.

### Fortpflanzung
Bei der Eiablage schwebt das Weibchen über dem Wasser und taucht dann die Spitze des Abdomens kurz ein. Es wird vermutet, dass das Weibchen viele Eier in ihrem Ovipositor sammelt und diese dann gesammelt ablegt.

### Verbreitung und Flugzeit
Die Art kommt von Meereshöhe bis 1800 Meter Höhe vor und fliegt zwischen Mitte Oktober und Ende Januar.

## Schutzstatus
Auf Grund der unzureichenden Datenlage wurde Neopetalia punctata noch kein Schutzstatus zugewiesen. Es wird aber davon ausgegangen, dass die Art auch zwischen den jetzigen bekannten Fundorten in naturbelassenen Gegenden, wie beispielsweise den Nationalparks Nahuelbuta, Chiloé, und Lanín vorkommt.

## Namensgebung

### Wissenschaftliche Namen
Ursprünglich wurde die Art durch Hagen als Petalia punctata beschrieben, anhand eines von ihm selbst in Chile gesammelten Männchens. Da der Gattungsname Petalia aber bereits früher für eine Fledermausgattung benutzt wurde, änderte J. Cowley 1934 den Namen auf Neopetalia punctata. Nachdem der Fledermausgattungsname 1929 durch die International Commission on Zoological Nomenclature zugunsten von Nycteris abgeschafft wurde und daher der Name wieder verfügbar war, schlug Erich Schmidt vor, wieder zum ursprünglichen Namen zurückzukehren, womit er sich jedoch nicht durchsetzen konnte.